# Gavin O'Connor
Pour les articles homonymes, voir O'Connor.
Gavin O'Connor (né en 1963) est un réalisateur, producteur de cinéma, scénariste et acteur américain.

## Biographie
Gavin O'Connor est né le 24 décembre 1963 à Huntington, dans le comté de Suffolk, sur la côte nord de l'île de Long Island, dans l'État de New York. Après avoir fréquenté l'université de Pennsylvanie, il s'est beaucoup intéressé à tous les aspects de la production cinématographique. Son film Warrior, qu'il a réalisé et pour lequel il a écrit le scénario, est sorti en 2011.

## Filmographie
Sauf indication contraire, les informations mentionnées dans cette section peuvent être confirmées par les bases de données cinématographiques IMDb et Allociné,  présentes dans la section « Liens externes ».

### Réalisateur

#### Cinéma
- 1994 : American Standoff (court métrage)
- 1995 : Comfortably Numb
- 1999 : Libres comme le vent (Tumbleweeds)
- 2004 : Miracle
- 2008 : Le Prix de la loyauté (Pride and Glory)
- 2011 : Warrior
- 2015 : Jane Got a Gun
- 2016 : Mr. Wolff (The Accountant)
- 2020 : The Way Back
- 2025 : Mr. Wolff 2 (The Accountant 2)

#### Télévision
- 2001 : Murphy's Dozen (téléfilm)
- 2004 : Clubhouse (série TV) - épisode pilote
- 2013 : The Americans (série TV) - épisode pilote
- 2013 : Cinnamon Girl (téléfilm)
- 2015 : Only Human (téléfilm)
- 2015 : The Prince (téléfilm)
- 2018 : Seven Seconds (série TV) - 1 épisode

### Producteur
- 1992 : The Bet (court métrage) de Ted Demme
- 1995 : Comfortably Numb de lui-même
- 1999 : Libres comme le vent (Tumbleweeds) de lui-même
- 2001 : Murphy's Dozen (TV) de lui-même
- 2001 : Mule Skinner Blues de Stephen Earnhart
- 2002 : The Smashing Machine de John Hyams
- 2002 : The Slaughter Rule d'Alex Smith et Andrew J. Smith
- 2007 : Elvis and Anabelle de Will Geiger
- 2013-2014 : The Americans (série TV) - 8 épisodes
- 2018 : Seven Seconds (série TV) - 10 épisodes
- 2020 : The Way Back de lui-même
- 2021 : Mare of Easttown (série TV)

### Scénariste
- 1992 : The Bet
- 1994: American Standoff
- 1995 : Comfortably Numb
- 1999 : Libres comme le vent (Tumbleweeds)
- 2001 : Murphy's Dozen (TV) de lui-même
- 2004 : Clubhouse (série TV)
- 2008 : Le Prix de la loyauté (Pride and Glory)
- 2011 : Warrior

### Acteur
- 1999 : Libres comme le vent (Tumbleweeds) de lui-même : Jack Ranson
- 2001 : La Prison de verre (The Glass House) de Daniel Sackheim : Whitey
- 2011 : Warrior de lui-même : J. J. Riley

## Collaborateurs récurrents
acteurs
- Noah Emmerich : Libres comme le vent, Miracle, Le Prix de la loyauté, Jane Got a Gun
- Frank Grillo : Le Prix de la loyauté, Warrior
- Maximiliano Hernández : Le Prix de la loyauté, Warrior
- Joel Edgerton : Warrior, Jane Got a Gun
- Ben Affleck : Mr. Wolff, Mr. Wolff 2
- Jon Bernthal : Mr. Wolff, Mr. Wolff 2

montage
- John Gilroy : Libres comme le vent, Miracle, Le Prix de la loyauté, Warrior